# Aerografite

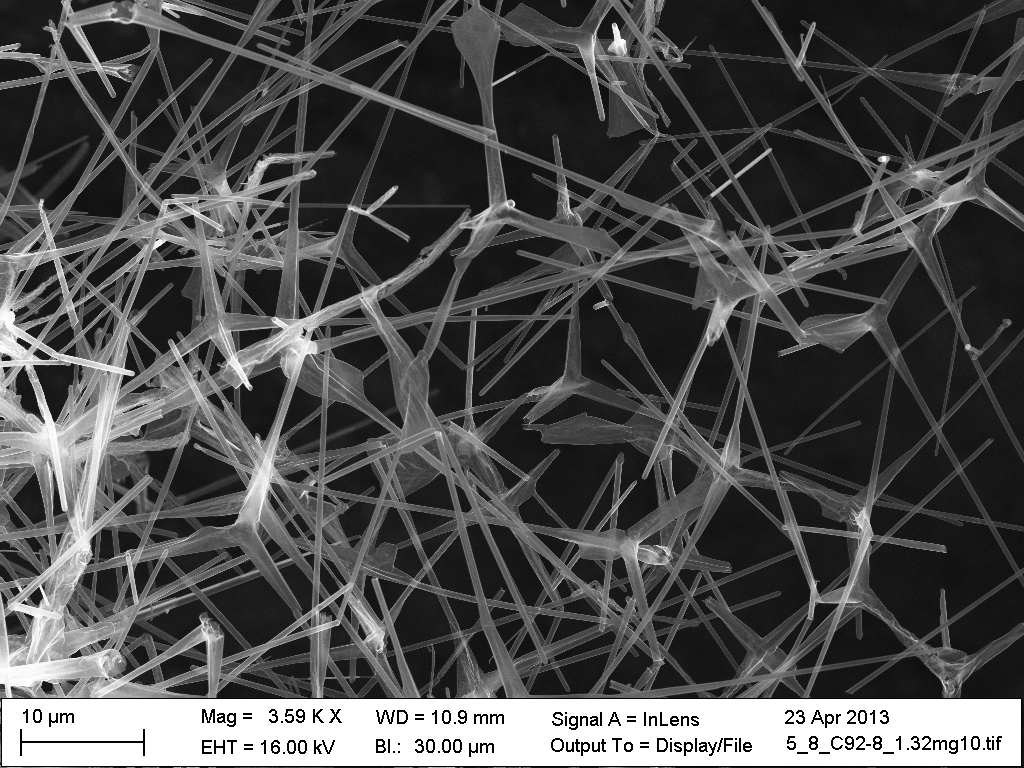
Immagine al microscopio della struttura dell'aerografite

L'aerografite è un materiale di colore nero a base di carbonio, realizzato da ricercatori delle università di Amburgo e di Kiel, che presenta caratteristiche particolarissime, tra cui la leggerezza.
Al momento, infatti, è il materiale più leggero al mondo, con una densità pari a 0,2 kg/m³ (circa 75 volte più leggero del polistirolo).
Altre caratteristiche che la contraddistinguono sono idrorepellenza, conduzione dell'elettricità, resistenza alla compressione ed elasticità.